# Arteria oftálmica
La arteria oftálmica es una rama colateral de la arteria carótida interna destinada a la órbita.

## Ramas
Colaterales:
- Arteria lagrimal;
- arteria central de la retina;
- arteria supraorbitaria;
- arteria supratroclear;
- arterias ciliares cortas posteriores;
- arterias ciliares largas posteriores;
- arteria muscular superior;
- arteria muscular inferior;
- arteria etmoidal posterior;
- arteria etmoidal anterior;
- arteria palpebral superior;
- arteria palpebral inferior.

Terminales:
- Arteria frontal;
- arteria nasal.

## Trayecto
Nace por dentro de las apófisis clinoides anteriores, penetra en la órbita  por el conducto óptico, y por arriba y por fuera del nervio  óptico da numerosas colaterales en el interior de la órbita, terminando en el ángulo interno del ojo mediante la arteria angular.

## Distribución
Se distribuye hacia el ojo, la órbita y las porciones faciales vecinas.